# Aston Martin AMR23
Az Aston Martin AMR23 egy Formula–1-es versenyautó, amelyet az Aston Martin F1-es csapata tervezett és fejlesztett a 2023-as Formula–1 világbajnokságra. Pilótái Lance Stroll és a csapathoz újonnan érkező Fernando Alonso voltak, illetve a bahreini teszteken a kerékpárosbaleset miatt komoly sérüléseket szenvedő Stroll helyett Felipe Drugovich ugrott be.

## Áttekintés
Az Aston Martin csapatát tekintették a szezonkezdet előtt a bajnokság sötét lovának, ugyanis meglepően gyorsnak tűntek. Erre a titulusra rá is szolgáltak, ugyanis a szezonnyitó versenyen 23 pontot értek el - Alonso rögtön felállhatott a dobogóra, a csapat történetében mindössze másodszor, Stroll pedig a sérülése miatt iszonyatos fájdalmak közepette hozta be az autót a hatodik helyen. Ezzel rögtön a bajnoki tabella második helyére ugrottak. Alonso a szaúdi futamon ugyancsak harmadik lett, bár egy nem megfelelően letöltött időbüntetésre hivatkozva újabb időbüntetést kapott, és ezért utóbb elvették tőle az eredményt - az Aston Martin fellebbezése folytán aztán visszakaphatta, amely mellesleg 100. dobogós helyezése volt. Vele ellentétben Strollnak féktúlmelegedés miatt ki kellett állnia verseny közben. Ausztráliában Alonso újabb dobogót szerzett, Stroll pedig negyedikként zárt. A következő futamon ugyan csak negyedik lett, de Miamiban újabb harmadik helyet szerzett, sőt Monacóban és Kanadában a második helyen intették le.

Ausztriától kezdődően azonban látványos formahanyatlás következett be, és bár ez nem járt együtt rossz eredményekkel, hiszen még mindig stabil pontszerzők voltak, de az erősorrendben több csapat is átugrotta őket. Ennek oka valószínűleg a fejlesztési versenyben való lemaradás volt. A nyári szünet után Hollandiában Alonso újabb második hellyel tért vissza és megfutotta a verseny leggyorsabb körét. Stroll eredményei ettől látványosan elmaradtak, a pontszerzésről is lemaradt többször, ahogy az időmérő edzések során is rendre kiesett már a Q1-ben (Szingapúrban ez egy hatalmas baleset miatt történt, amiben úgy összetörte az autót, hogy vissza kellett lépnie a másnapi futamtól). Szingapúrban Alonso is gyenge teljesítményt nyújtott, az idény során először nem szerzett pontot, viszont itt futotta meg a Formula–1-ben levezetett százezredik kilométerét. Japánban és Katarban tovább folytatódott a vesszőfutásuk, utóbbi nagydíj után Strollt meg is rótták, mert a balsikerű időmérő edzés után dühöngött és fellökte saját trénerét is, majd több olyan interjút is adott, mely a sportágat negatív színben tüntette fel. A kevés szerzett pont miatt az év elején második erőnek számító Aston Martint már a hatalmas tempóban felfelé igyekvő McLaren is veszélyeztetni kezdte a bajnoki tabellán. A csapnivaló amerikai nagydíjat követően ez be is következett, ráadásul Alonso ebben az évben ekkor esett ki először. A szezont végül mindössze a konstruktőri ötödik helyen zárták.

## Eredmények
| Év   | Csapat                              | Motor               | Gumik | Pilóták | Futamok | Futamok | Futamok | Futamok | Futamok | Futamok | Futamok | Futamok | Futamok | Futamok | Futamok | Futamok | Futamok | Futamok | Futamok | Futamok | Futamok | Futamok | Futamok | Futamok | Futamok | Futamok | Pontok | Helyezés |
| Év   | Csapat                              | Motor               | Gumik | Pilóták | BHR     | SAU     | AUS     | AZE     | MIA     | MON     | ESP     | CAN     | AUT     | GBR     | HUN     | BEL     | NED     | ITA     | SIN     | JPN     | QAT     | USA     | MXC     | SAP     | LVG     | ABU     | Pontok | Helyezés |
| ---- | ----------------------------------- | ------------------- | ----- | ------- | ------- | ------- | ------- | ------- | ------- | ------- | ------- | ------- | ------- | ------- | ------- | ------- | ------- | ------- | ------- | ------- | ------- | ------- | ------- | ------- | ------- | ------- | ------ | -------- |
| 2023 | Aston MartinAramco CognizantF1 Team | Mercedes-AMG F1 M14 | P     | Stroll  | 6       | KI      | 4       | 7 8     | 12      | KI      | 6       | 9       | 9 4     | 14      | 10      | 9       | 11      | 16      | NI      | KI      | 11      | 7       | 17 †    | 5       | 5       | 10      | 280    | 5.       |
| 2023 | Aston MartinAramco CognizantF1 Team | Mercedes-AMG F1 M14 | P     | Alonso  | 3       | 3       | 3       | 4 6     | 3       | 2       | 7       | 2       | 5 5     | 7       | 9       | 5       | 2       | 9       | 15      | 8       | 6 8     | KI      | KI      | 3       | 9       | 7       | 280    | 5.       |

Alonso az azeri sprintfutamon 3, az osztrák sprintfutamon 4, a katarin 1 pontot szerzett.
Stroll az azeri sprintfutamon 1, az osztrák sprintfutamon 5 pontot szerzett.
Félkövérrel jelezve a leggyorsabb kör.
- † - nem fejezte be a futamot, de rangsorolták, mert teljesítette a versenytáv 90%-át

## Forráshivatkozások
1. ↑  „F1 News: Fernando Alonso Breaks Huge Record At Singapore Grand Prix”, F1 Briefings: Formula 1 News, Rumors, Standings and More (Hozzáférés: 2023. szeptember 18.) (angol nyelvű)